# Cenobio (biología)

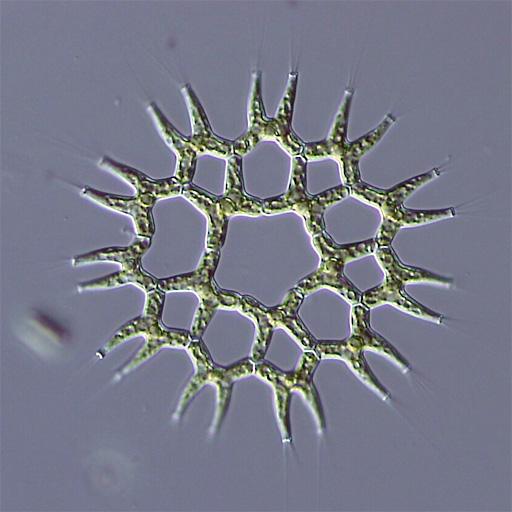
Pediastrum duplex ejemplo de cenobio (o coenobium).

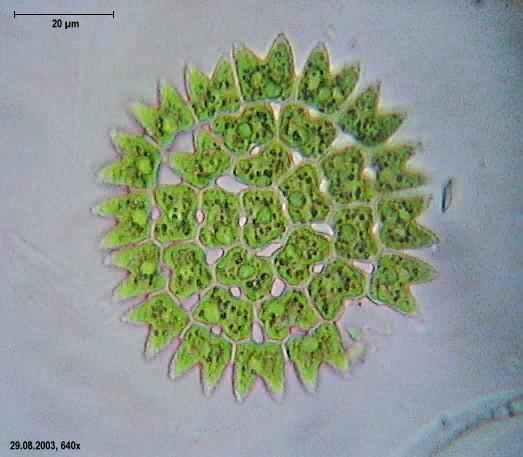
Pediastrum duplex con la colonia celular más desarrollada que en la primera imagen.

En biología, un cenobio (del latín, coenobium) es una agrupación o colonia de células de origen común y número fijo, que se mantienen reunidas

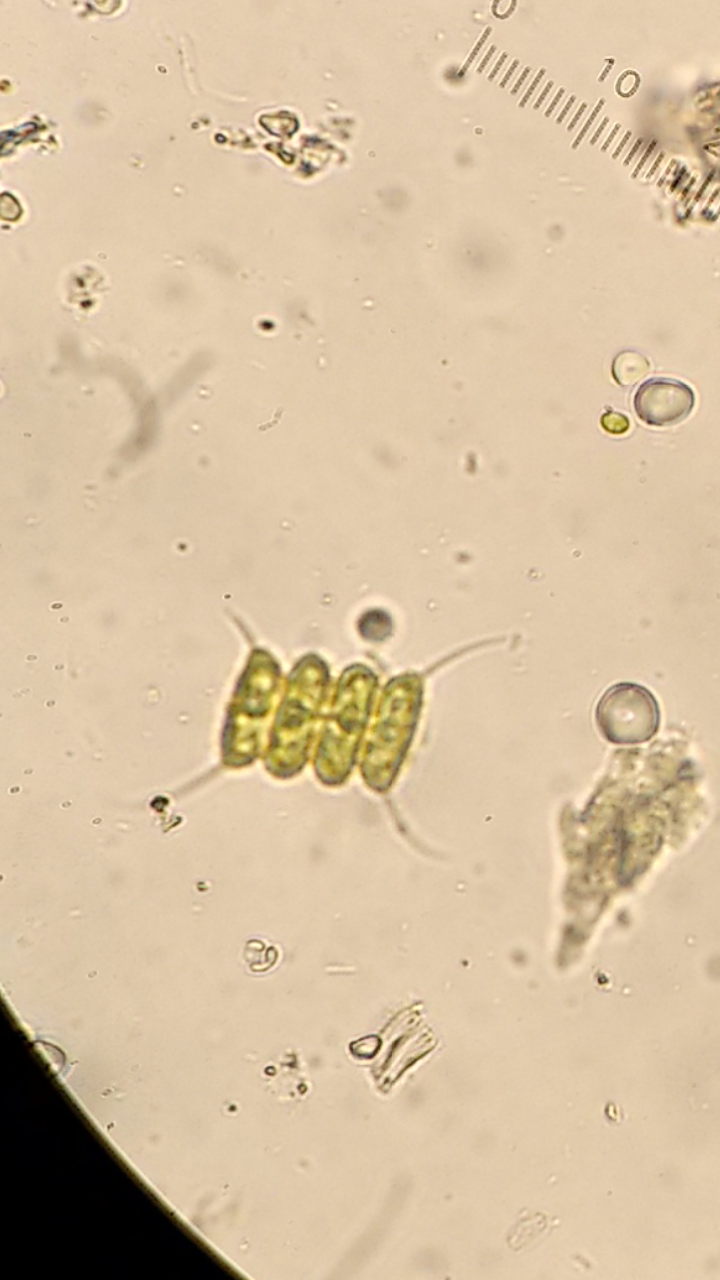
Scenedesmus vista en microscópico óptico a 40x

formando un conjunto de forma típica en cada especie. Las células de estas agrupaciones presentan una pequeña o nula especialización, a menudo están dentro de una matriz mucilaginosa (denominándose plasmodios en este caso) y en ocasiones pueden presentar motilidad. Los cenobios son típicos de varios grupos de algas como Volvox, Scenedesmus, Pediastrum o Hydrodictyon.
Muchos autores consideran a los cenobios como los primeros organismos pluricelulares o acaso antecedidos por los estromatolitos.
En ciertos cenobios se nota un crecimiento casi geométrico que recuerda a las estructuras fractales tal cual se puede observar en las dos fotos de la microalga (alga microscópica) Pediastrum duplex que se observan como ejemplo típico de cenobio.
Se originan a partir de una célula original mononuclear, la cual sufre diversas divisiones nucleares sin llegar a producirse citocinesis. Aparece así un número concreto de núcleos que dictan actuación al citoplasma circundante a cada uno.